# 均配物

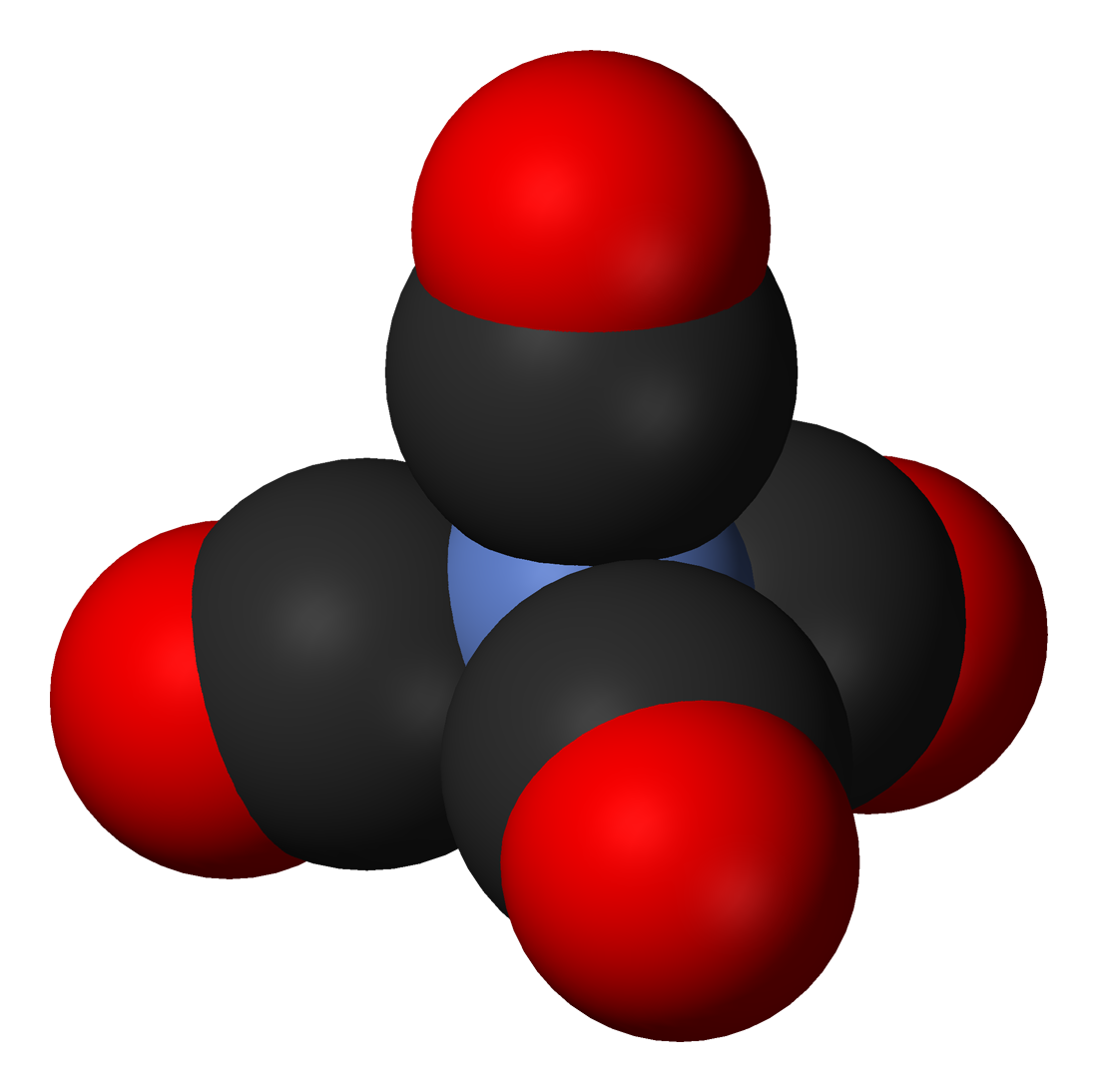
四羰基鎳的配體都是一氧化碳，因此是均配物

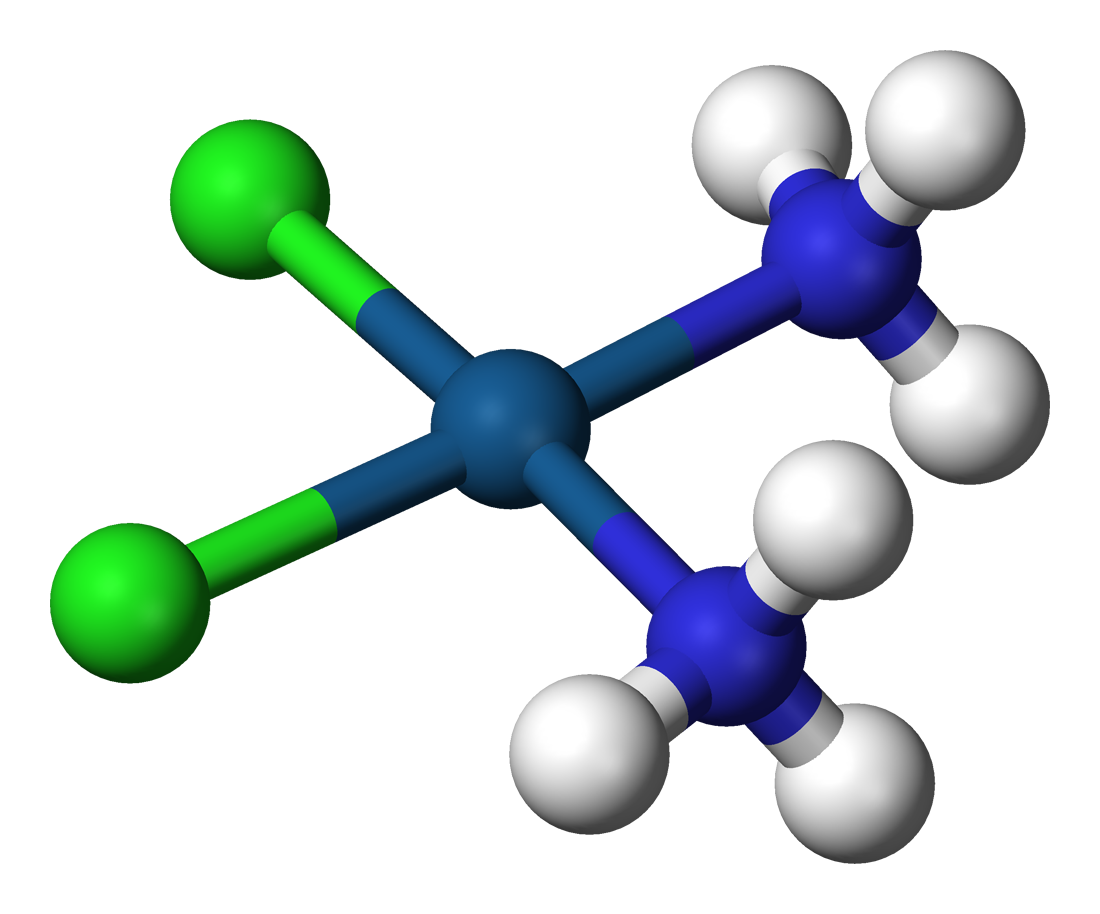
顺铂的配體有氯原子以及氨，因此是異配物

均配物（Homoleptic）是指配合物中所有的配體都相同。像四羰基鎳（Ni(CO)4）的配體都是一氧化碳，即為均配物。若不止有一種配體，稱為異配物（heteroleptic）。
有些化合物的名稱看似均配物，但其實不然，因為有些名稱中沒有提及的配體。例如在含醚的格氏试剂溶液中平衡的二烷基鎂，其實有二個醚連結到中心的鎂原子。
另一個例子是醚溶劑（例如四氢呋喃）中的三甲基铝，像三烷基硼或是三苯基硼烷也會有類似的情形。
像二甲基亞碸等配體可能有二種或二種以上的配位方式。若配合物其配體用不止一種的方式進行配位，仍可以稱為均配物。例如二氯化四(二甲基亚砜)合钌(II)中，二甲基亞碸分別以硫和氧和中心原子配位。

## 例子
- 六羰基铬
- 亚铁氰酸根
- 五羰基铁
- 四羰基镍
- 四(三苯基膦)钯
- 二茂铁
- 六氟化鈾
- 四乙基鉛
- 四甲基鉛（tetramethyl lead）
- 四丁基锡
- 三甲基铝
- 二甲基汞
- 二乙基锌
- 三乙基硼
- 铬酸盐
- 高锰酸盐
- 试亚铁灵
- 鐵和三联吡啶的配合物